# Penjoll

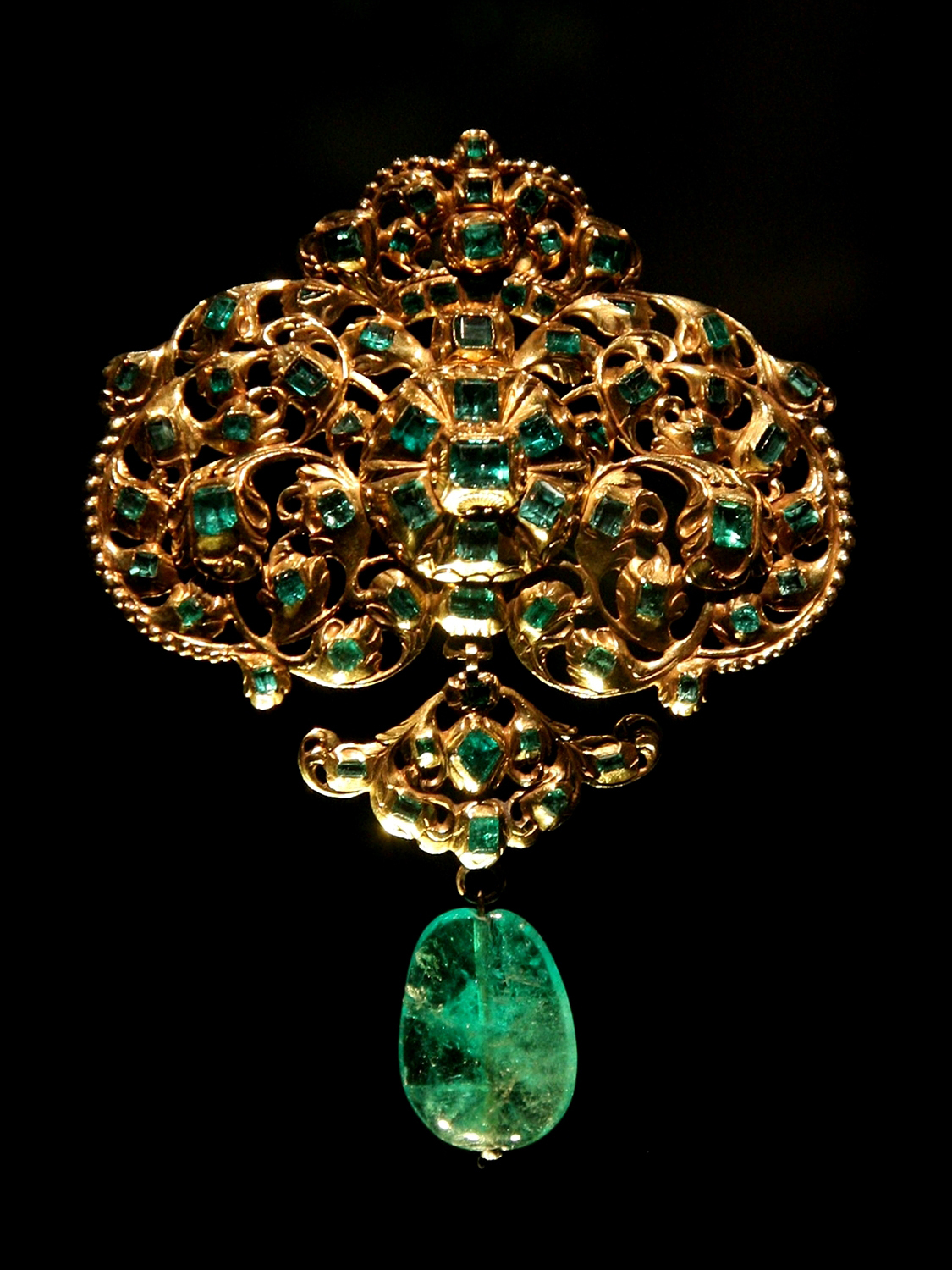
Penjoll espanyol al Victoria and Albert Museum.

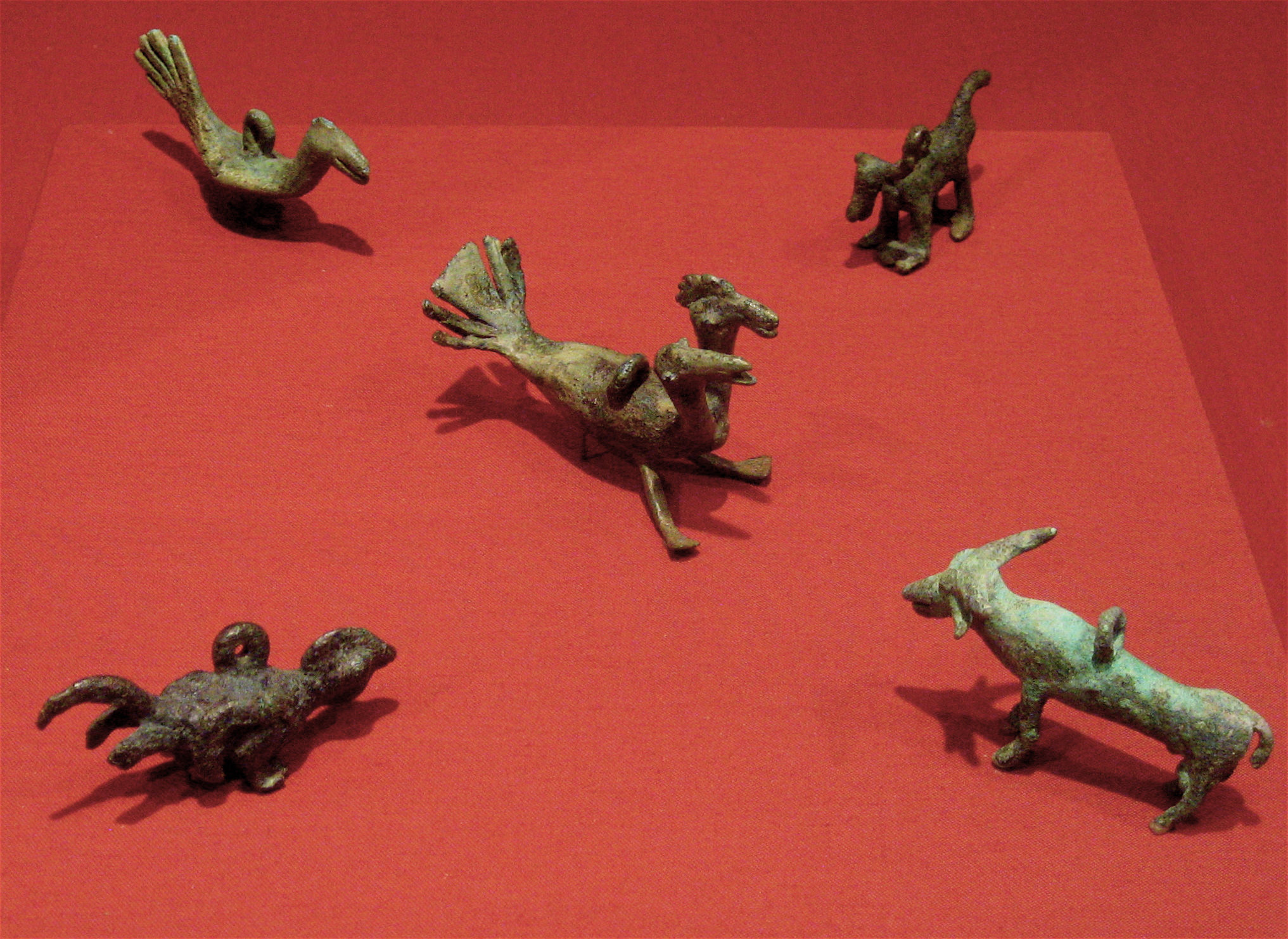
Penjolls d'animals d'Indonèsia (100 a.C.-300)

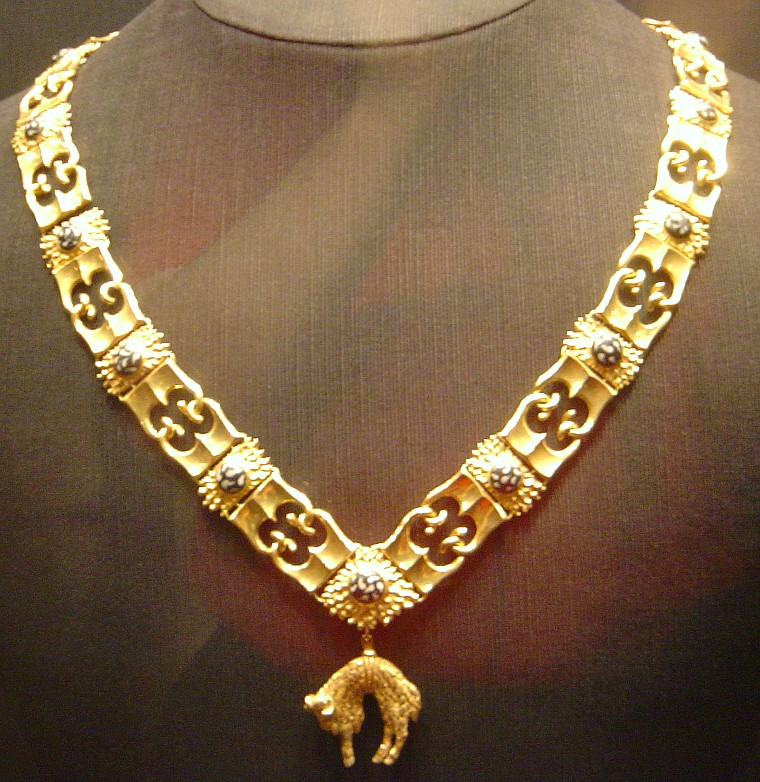
Collaret de l'Orde del Toisó d'Or amb el penjoll del Velló d'or, Cambra del Tresor, Viena

Un penjoll és un adorn que penja d'una joia, generalment un collaret, fermall o arracada.
Existeixen diversos tipus de penjolls, de diferents materials i formes que provenen des de l'antiguitat en estar associats fonamentalment als collarets i estan fets amb pedres, ossos, conquilla o dents d'animals fins a metalls preciosos en les civilitzacions de l'Antic Orient i Egipte com la plata i l'or o pedres precioses.
Els penjolls poden tenir diverses funcions que solen combinar-se entre si:
- Ornamentació
- Identificació (com a símbol religiós, sexual o cultural)
- Protecció (com a amulet o símbol religiós)
- Riquesa (amb pedres precioses)
- Condecoració (com el Velló d'or que penja de la condecoració de l'Orde del Toisó d'Or)